# Шишханов, Микаил Османович
Микаил Османович Шишханов (род. 6 августа 1972, Грозный) — российский предприниматель и финансист. Бывший владелец АО «Рост-банк», который в июле 2018 году был присоединён к банку непрофильных активов «Траст».
Был основным акционером ПАО «Бинбанк». В 2017 год обладал состоянием 2,3 млрд $ и занимал 44-е место в российском рейтинге журнала «Forbes», позднее выпал из списка после объявления о санации «Бинбанка».
3 июля 2023 года Арбитражным судом Московской области признан банкротом. Ему вменяют задолженность в 853 миллиарда рублей, активы экс-банкира покрывают менее сотой доли процента. Суд постановил реализовать имущество Шишханова.

## Биография
Родился 6 августа 1972 года в городе Грозном Чечено-Ингушской АССР.
В 1995 году с отличием окончил магистратуру факультет экономики и права Университета дружбы народов имени Патриса Лумумбы, а в 2000 году — Финансовую академию при Правительстве РФ. В 1998 году защитил диссертацию на соискание учёной степени кандидата юридических наук, а в 2002 году — доктора экономических наук. Член-корреспондент Российской академии естественных наук.
Племянник миллиардера Михаила Гуцериева.

## Профессиональная деятельность
Начиная с 1992 года совмещал учёбу с работой у дяди в АОЗТ «Промышленно-финансовая компания „БИН“», где в 1993 году занял пост генерального директора.
В июне 1994 года перешёл на работу в Акционерный коммерческий банк «БИН», в котором работал в должностях начальника управления по организации межбанковских связей и представителей банка в регионах, заместителя председателя правления, вице-президента. С 1996 года является председателем правления и президентом ПАО «Бинбанк». В сентябре 2017 года избран председателем совета директоров Бинбанка.
Шишханов является автором двух монографий и ряда статей по экономической и юридической проблематике, а также книг «Научно-методологические аспекты подготовки аудита», «Собственность: административно-правовое обеспечение рыночных преобразований в России» и словаря-справочника «Управленческий консалтинг».
По итогам 2015 года стал победителем XI Национальной банковской премии в номинации «За личный вклад в консолидацию российской банковской системы».

## Семья
Женат, имеет четверых детей. Увлекается шахматами и боксом.